# 10. ústřední výbor Komunistické strany Číny
10. ústřední výbor Komunistické strany Číny (čínsky pchin-jinem Zhōngguó Gòngchǎndǎng dìshíjiè Zhōngyāng Wěiyuánhuì, znaky zjednodušené 中国共产党第十届中央委员会) byl nejvyšší orgán Komunistické strany Číny v letech 1973–1977, mezi X. a XI. sjezdem. Na X. sjezdu pořádaném v srpnu 1973 jeho delegáti zvolili ústřední výbor o 195 členech a 124 kandidátech. Během svého funkčního období se výbor sešel třikrát, poprvé v závěru sjezdu, kdy zvolil užší vedení strany – 10. politbyro a jeho stálý výbor včetně předsedy a místopředsedů ÚV. Na druhém zasedání v lednu 1975 se probírala příprava zasedání Všečínského shromáždění lidových zástupců nového funkčního období, třetí zasedání červenci 1977 potvrdilo rozhodnutí o svolání XI. sjezdu a odsoudilo maoistické radikály takzvaného „gangu čtyř“. 

## Jednání
1. zasedání 30. srpna 1973 v Pekingu
Zvoleno užší vedení strany: 10. politbyro sestavené z jednadvaceti členů a čtyř kandidátů. K běžnému řízení strany vybral ze členů politbyra devítičlenný stálý výbor, který se skládal z předsedy ÚV Mao Ce-tunga, pěti místopředsedů ÚV, kterými byli Čou En-laj, Wang Chung-wen, Kchang Šeng, Jie Ťien-jing a Li Te-šeng, třemi dalšími členy stálého výboru byli Ču Te, Čang Čchun-čchiao a Tung Pi-wu. Ostatními dvanácti členy politbyra byli Wej Kuo-čching, Liou Po-čcheng, Ťiang Čching, Sü Š’-jou, Chua Kuo-feng, Ťi Teng-kchuej, Wu Te, Wang Tung-sing, Čchen Jung-kuej, Čchen Si-lien, Li Sien-nien a Jao Wen-jüan. Kandidáty politbyra se stali Wu Kuej-sien, Su Čen-chua, Ni Č’-fu a Saifuddin Azizi. Předsedou třiašedesátičlenné ústřední vojenské komise ÚV se stal Mao Ce-tung, místopředsedy Jie Ťien-jing, Liou Po-čcheng, Sü Siang-čchien a Nie Žung-čen.
2. zasedání 8.–10. ledna 1975 v Pekingu
Zasedání projednalo otázky spojené s bezprostředně následujícím prvním zasedáním Všečínského shromáždění lidových zástupců v novém volebním období, na kterém byla přijata nová ústava a zvolen stálý výbor Všečínského shromáždění lidových zástupců, jeho předseda (podle právě přijaté ústavy hlava státu) a místopředsedové, vybrána byla i nová vláda (státní rada).
Li Te-šeng rezignoval na funkci místopředsedy ÚV a člena stálého výboru, v obou funkcích ho nahradil Teng Siao-pching (člen politbyra od prosince 1973).
3. zasedání 16.–21. července 1977 v Pekingu
Rozhodnuto o svolání XI. sjezdu v srpnu 1977. Odsouzen „gang čtyř“ a jeho členové vyloučeni za strany.
Chua Kuo-feng potvrzen ve funkci předsedy ÚV, do které byl jmenován politbyrem v říjnu 1976. Teng Siao-pching (odvolaný ze všech stranických a státních funkcí v dubnu 1976) byl rehabilitován a všechny posty mu byly vráceny (místopředseda ÚV, člen politbyra a jeho stálého výboru, místopředseda ústřední vojenské komise ÚV a člen jejího stálého výboru, místopředseda vlády, náčelník generálního štábu).